# 4004 Listʹev
4004 Listʹev eller 1971 SN1 är en asteroid i huvudbältet som upptäcktes den 16 september 1971 av Krims astrofysiska observatorium på Krim. Den har fått sitt namn efter den mördade ryske journalisten Vladislav Listjev (1956–1995).
Asteroiden har en diameter på ungefär tjugofyra kilometer och tillhör asteroidgruppen Meliboea.